# Geher-Länderkampf der Männer 1937 Schweden – Deutschland
| 1. Leichtathletik-Länderkampf mit deutscher Beteiligung 1937 | 1. Leichtathletik-Länderkampf mit deutscher Beteiligung 1937 |
| ------------------------------------------------------------ | ------------------------------------------------------------ |
|                                                              |                                                              |
| Geher-Vergleich der Männer: Schweden – Deutschland           |                                                              |
| Austragungsort                                               | Skillinge                                                    |
| Wettbewerbe                                                  | 2                                                            |
| Datum                                                        | Juni 1937                                                    |
| 1. SWE 2. GER                                                | 29 Punkte 15 Punkte                                          |
| Chronik                                                      |                                                              |
| ← letzter LK 1935: 00FRA-GER (M)                             | GER-FRA (M) →                                                |

Der erste Länderkampf des Jahres 1937 war eine Premiere: Es handelte sich um einen reinen Geher-Vergleich. Gastgeber war im Juni der schwedische Ort Skillinge in der Gemeinde Simrishamn.

## Wettbewerbe und Modus
Auf dem Programm standen mit den Gehdistanzen über 10 und 25 Kilometer zwei Wettbewerbe, bei denen jeweils drei Geher pro Land antraten. Der Sieger wurde mit sieben Punkten gewertet, für Platz zwei gab es fünf, für Platz drei vier Punkte usw. Der sechste Platz stand noch mit einem Punkt zu Buche.

## Resultat
Gegen Schwedens Sportler waren ihre deutschen Konkurrenten deutlich unterlegen. Der Endstand lautete 29 zu 15 für Schweden.

## Resultate

### 10-km-Gehen
| Platz | Athlet          | Land | Zeit (min) |
| ----- | --------------- | ---- | ---------- |
| 1     | Jönning         | SWE  | 46:02,0    |
| 2     | Åke Rundlöf     | SWE  | 46:47,6    |
| 3     | Lundberg        | SWE  | 47:57,6    |
| 4     | Herbert Dill    | GER  | 48:04,0    |
| 5     | Fritz Bleiweiß  | GER  | 48:30,2    |
| 6     | William Schnitt | GER  | 49:18,4    |

### 25-km-Gehen
| Platz | Athlet          | Land | Zeit (h)  |
| ----- | --------------- | ---- | --------- |
| 1     | John Mikaelsson | SWE  | 2:01:16,6 |
| 2     | Friedrich Prehn | GER  | 2:06:26,0 |
| 3     | Wallin          | SWE  | 2:06:58,0 |
| 4     | Fritz Bleiweiß  | GER  | 2:08:51,0 |
| 5     | Rune Bjurström  | SWE  | 2:09:07,0 |
| 6     | Erich Seifert   | GER  | 2:13:10,0 |